# Gökdeniz Karadeniz
Gökdeniz Karadeniz (Giresun, 11 januari 1980) is een Turks voormalig profvoetballer. 

## Carrière
Gökdeniz was sinds enkele jaren het sportieve boegbeeld van Trabzonspor. Gekomen uit de eigen jeugd en in de loop der jaren uitgegroeid tot een van de toppers van de Turkse competitie. Na zijn debuut in 1999 deed de jonge speler al veel stof opwaaien. Na het vertrek van teamgenoot Fatih Tekke gaf ook Gökdeniz aan te willen vertrekken, maar steeds stak het bestuur daar een stokje voor. Ook een gokschandaal dat in 2006 uitlekte, deed Gökdeniz niet veel goeds. De middenvelder werd voor zes maanden geschorst. Na zijn schorsing kwam hij sterk terug, voor zijn vertrek naar Roebin Kazan is hij zelfs een van de topscorers van de Turkse Süper Lig met 11 doelpunten uit 24 wedstrijden. Na lang onderhandelen, verkocht Trabzonspor Gökdeniz uiteindelijk voor € 8.750.000 aan de Russische club.
Met Roebin Kazan pakte hij onder andere tweemaal de Russische landstitel, de Russische Russische supercup en tweemaal de Russische voetbalbeker. Zijn rugnummer 61, verwijzend naar het kentekennummer van Trabzon, werd na zijn pensioen in 2018 onsterfelijk gemaakt bij de club uit Tatarije.

## Erelijst
| Competitie             |             |                  |             |             |
| Competitie             | Aantal      | Jaren            |             |             |
| Trabzonspor            | Trabzonspor | Trabzonspor      | Trabzonspor | Trabzonspor |
| ---------------------- | ----------- | ---------------- | ----------- | ----------- |
| Türkiye Kupası         | 2x          | 2002/03, 2003/04 |             |             |
| Roebin Kazan           |             |                  |             |             |
| Internationaal         |             |                  |             |             |
| GOS-beker              | 1x          | 2010             |             |             |
| Nationaal              |             |                  |             |             |
| Premjer-Liga           | 2x          | 2007/08, 2008/09 |             |             |
| Russische voetbalbeker | 1x          | 2011/12          |             |             |
| Russische supercup     | 2x          | 2010, 2012       |             |             |

| Competitie | Winnaar | Winnaar | Runner-up | Runner-up | Derde   | Derde   |
| Competitie | Aantal  | Jaren   | Aantal    | Jaren     | Aantal  | Jaren   |
| Turkije    | Turkije | Turkije | Turkije   | Turkije   | Turkije | Turkije |
| ---------- | ------- | ------- | --------- | --------- | ------- | ------- |
| EK         |         |         |           |           | 1x      | 2008    |

1 Rüştü ·
2 Sonkaya ·
3 Korkmaz  ·
4 Akyel ·
5 Özalan ·
6 Penbe ·
7 Balcı ·
8 Arslan ·
9 Şanlı ·
10 Baştürk ·
11 Nihat ·
12 Çatkıç ·
13 Yıldırım ·
14 Barış ·
15 Üzülmez ·
16 Yılmaz ·
17 Servet ·
18 Kartal ·
19 Ateş ·
20 Şahin ·
21 Toraman ·
22 Karadeniz ·
23 Şahin ·
Coach: Güneş
1 Reçber ·
2 Servet ·
3 Balta ·
4 Zan ·
5 Emre Belözoğlu  ·
6 Mehmet Topal ·
7 Mehmet Aurélio ·
8 Nihat ·
9 Şentürk ·
10 Karadeniz ·
11 Metin ·
12 Zengin ·
13 Emre Güngör ·
14 Turan ·
15 Emre Aşık ·
16 Boral ·
17 Tuncay Şanlı ·
18 Kâzım-Richards ·
19 Akman ·
20 Sarıoğlu ·
21 Erdinç ·
22 Altıntop ·
23 Demirel ·
Coach: Terim